# سیه‌رخ رونزوری
سیه‌رخ رونزوری (نام علمی: Batis diops) نام یک گونه از سرده سیه‌رخ‌ها است.